# PDF24 Creator
PDF24 Creator — бесплатное прикладное программное обеспечение, для просмотра электронных документов в стандарте PDF, для операционных систем Windows. С помощью программы можно проводить различные операции со страницами PDF документа (удаление, вставка, копирование, перемещение), а также сохранять документ в различных форматах графических файлов и спецификациях PDF.

## Особенности установки
На сайте программы предоставлено две ссылки на загрузку: для частного и для коммерческого использования. Между ними нет различий, ни в правах на использование ни в функционале программы, по обеим ссылкам загружается один и тот же файл. Для установки программы по сети можно скачать дистрибутив программы в формате msi, который поддерживает различные параметры установки. Создание переносимой версии программы, со слов разработчика, невозможно, поскольку требуется установка виртуального принтера PDF в операционной системе.

## Возможности программы
1. Многоязычный интерфейс, в том числе русский.
2. Несколько режимов просмотра и редактирования PDF.
3. Создание виртуального принтера PDF (в PDF можно преобразовать документ любой программы если в ней есть функция печати).
4. Возможность повернуть все страницы документа или только выделенные страницы с шагом в 90°.
5. Выполнение различных операций со страницами PDF документа: удаление выделенных страниц, копирование, вставка скопированных страниц.
6. С помощью функции drag-and-drop перемещение страниц внутри одного документа или между разными документами, создание нового документа из отдельных страниц исходного.
7. Распознавание текста из PDF на движке Tesseract с возможностью добавления текстового слоя в PDF и (или) извлечения текста из PDF в текстовый файл.
8. Возможность склеить выбранные документы в один.
9. При сохранении документа можно выбрать качество PDF, спецификацию PDF (PDF 1.2, PDF 1.3,PDF 1.4,PDF 1.5,PDF/X-3,PDF/A-1,PDF/A-2). Задать информацию о PDF документе (список источников, автор, заголовок, субъект, ключевые слова). Выставить настройки безопасности (шифрование, пароль, задать разрешения: печатать, редактировать, реструктурировать, копировать текст и изображения, заполнять формы, добавлять и изменять комментарии). Настроить использование в документе водяных знаков, электронной цифровой подписи, цифровой бумаги, разрешения, сжатия и шрифтов.
10. Возможность сохранять документы с использованием ранее настроенных профилей.
11. Сохранение в форматах графических файлов: PS, EPS, PCL, PNG, JPEG, BMP, PCX, TIFF, PSD.
12. Отправка PDF документа по электронной почте (через настроенную по умолчанию программу) или по факсу (через сайт программы, данная функция платная).
13. Регулярное бесплатное обновление программы (обновления выходят примерно раз в месяц).

## Лицензия
Официальный язык лицензии — немецкий.
Лицензия разрешает бесплатное использование программы как в личных, так и в коммерческих целях.
Текст лицензии разрешает распространение ПО на территории Европейского союза. Однако на форумах технической поддержки разработчики заявляют, что не собираются преследовать пользователей за пределами ЕС.